# قمبر، سوات
قمبر (به انگلیسی: Qamber) یک منطقهٔ مسکونی در پاکستان است که در خیبر پختونخوا واقع شده‌است.